# Хоум, Стюарт
Стю́арт Хо́ум (англ. Stewart Home; род. 1962) — современный британский журналист и писатель, художник. Получил известность в 1990-е годы после публикации серии контркультурных романов, главными героями которых стали разного рода маргиналы — леворадикальные экстремисты, скинхеды, гомосексуалы, сатанисты и пр. Внес значительный вклад в развитие неоизма. 

## Биография
Стюарт Хоум родился 24 марта 1962 года на юге Лондона. Его мать Джулия Каллан-Томпсон была моделью и танцовщицей, выступавшей в ночных клубах, она умерла, когда сыну исполнилось семнадцать лет. Про отца Хоума ничего неизвестно, при рождении будущий писатель был зарегистрирован как Кевин Левелин Каллан. По окончании школы в 1978 году Стюарт Хоум несколько месяцев трудился на заводе. Этот опыт навсегда отбил у него желание иметь регулярную работу, и большую часть жизни вплоть до середины 1990-х он просидел на пособии по безработице. В те короткие периоды времени, когда ему всё же приходилось трудиться, он устраивался на вакансии офисного клерка, помощника продавца, модели художественной школы и фермера.
В подростковые годы Стюарт Хоум всерьёз увлекался панк-музыкой и играл в нескольких любительских командах. Позднее, когда он стал известным писателем, его музыкальные опыты этого периода были изданы отдельным диском Stewart Home Comes in Your Face (в приблизительном переводе на русский — «Стюарт Хоум кончает тебе на лицо»), а сам Хоум выпустил издевательскую книгу-исследование о панк-роке Cranked Up Really High: Genre Theory & Punk Rock (1995), название которой дала дебютная песня панк-группы Slaughter & The Dogs.

## Избранная библиография
- Красный Лондон / Red London (1994, рус. перевод 2006)
- Медленная смерть / Slow Death (1996, рус. перевод 2007)
- Отсос / Blow Job (1997, рус. перевод 2001)
- Встан(в)ь перед Христом и убей любовь / Come Before Christ and Murder Love (1997, рус. перевод 2004)
- 69 мест, где надо побывать с мёртвой принцессой / 69 Things to Do with a Dead Princes (2002, рус. перевод 2004)
- За бортом жизни / Down and Out in Shoreditch and Hoxton (2004, рус. перевод 2006)
- Загубленная любовь / Tainted Love (2006, рус. перевод 2018)
- Штурмуя культуру: утопические течения от леттризма до Class War / The Assault on Culture: Utopian currents from Lettrisme to Class War (1988, рус. перевод 2020)